# Ли Хёнкам
Ли Хёнкам (иер. 李香琴, кант.-рус. Лэй Хёнкам, кит.-рус. Ли Сянцинь; англ. Lee Heung-kam; 13 января 1932 — 4 января 2021) — актриса кантонской оперы и TVB.

## Карьера
Ли Хёнкам начала карьеру актрисы, когда ей было 14 лет. С 1960 года она стала известна как актриса главных ролей во многих кантонских операх, фильмах и телесериалах. Начиная с 80-х годов ей стали предлагать возрастные роли — матери или свекрови главных героев.
За 70 лет в актерской профессии Ли сыграла много ведущих ролей, каждая из которых отличается ярко выраженной индивидуальностью, эмоциональностью. Каждая роль позволяла Ли Хёнкам проявлять превосходные актёрские способности.
Ли также была крестной матерью многих знаменитостей, например Чоу Юн-Фат, Кэрол Ченг, Чери Чанг, Энди Лау, Мэгги Чунг.
В 1972 году Ли стала сниматься для TVB Гонконга. Наибольшую известность Ли получила благодаря варьете «Наслаждайся сегодня вечером».
В 1974 году Ли Хёнкам и Тэм Пингман, также актер и партнер Ли по экрану, основали продюсерскую компанию. Один из самых популярных их дуэтов — "Can You Come Back", который прозвучал в комедии "Rose Rose I Love You" в 1993 году, эту песню они много раз вместе исполняли на сцене.

## Фильмография
Псевдонимы: Ли Сян-Чунь, Ли Сян-Цзюнь

### Фильмы
Избранный список фильмов.
- 1960 - "Леди Рэкетир".[4][5]
- 1960 - "Мисс Конский хвост"
- 1960  - "Запасной вход " — Мэнди Хуэй Шук Ван
- 1961 - "Пистолет" — Лу Сяо-Ин
- 1961 - "Девушка-ведьма" —  Хэ Юэр
- 1961 - "Золотая труба"
- 1962 - "Сон в Красной палате" — жена 1-го мастера
- 1962 - "Кошмар середины"
- 1962 - "Ян Квей Фей" — Леди Мэй / Цзян Цай Пин
- 1962 - "Когда улыбается удача"
- 1963 - "Вечная любовь" — студент
- 1963 - "Прелюбодейка" — жена Янга
- 1963 - "Возвращение Феникса" — Ченг Сюэ-Э
- 1963 - "Полуночный кошмар" (Часть 2)
- 1963 - "Бундан"
- 1964 - "Комедия несоответствий" — Сунь Чжуи (участвовала как приглашенная звезда)
- 1965 - "Подвинься, дорогая"
- 1966 - "Придет рассвет" — Ян Тиурон
- 1967 - "Одаренный ученый и красивая горничная" (она же "Веселая горничная")[6][7]
- 1967 - "Золотая ласточка"[8]
- 1967 - "Долгая дорога домой" — мадам Чуй.[9]
- 1967 - "Мадам Ли Сзе-Сзе" (также известная как "Ли Ши-Ши")[10]
- 1967 - "Воровка"[11][12]
- 1967 "Зарабатывать на жизнь вслепую"[13]
- 1967 - "Ужасы из ничего"[14]
- 1967 - "Шум в нефритовом зале" — Чун-Фа.[15][16]
- 1967 - "Кто должен быть главнокомандующим?"[17]
- 1968 - "Страна многих духов" — Императрица
- 1969 - "Три счастливчика"
- 1969 - "Raw Passions" — Тао Ай Джун
- 1969 - "Темный семестр" — Линь Хуэй Во
- 1970 - "Девушка боится вернуться домой" (также известная как "Девушка бродит вокруг") — Мисс Хуа.[18]
- 1970 - "Счастливое трио снова здесь"
- 1977 - "Любовь звонит в колокол"
- 1958/1959 - "История стервятника-завоевателя"
- 1959 - "История седовласой девушки-демона"
- 1991 - "Танцы с драконом"
- 1992 - "Все хорошо, хорошо кончается"
- 1993 - "Невеста с седыми волосами 2"
- 1996 - "Спасибо за твою любовь"
- 2009 - "Все хорошо, хорошо кончается 2009"
- 2010 - "Все хорошо, хорошо кончается 2010"
- 2010 - "Мой брат, Брюс Ли"
- 2011 - "Все хорошо, хорошо кончается 2011"
- 2012 - "Все хорошо, хорошо кончается 2012"
- 2012  - "Восемь видов счастья 2012"

## Награды
- 2011 Награда за жизненные достижения.[3]

## Личная жизнь
В 1950 году Ли вышла замуж за Сиу Чунг Квана, кантонского оперного певца. У них родилась дочь Сиу Джи-ван.
Ли была вынуждена уйти из кино в 2011 году из-за болезни Альцгеймера, ее состояние ухудшилось в декабре 2020 года.
4 января 2021 года Ли умерла в Гонконге. Ей было 88 лет. За 9 дней до своего 89-летия Ли потеряла сознание во время ужина и скончалась по дороге в больницу королевы Елизаветы в Гонконге.